# Naufraghi nel deserto blu
Naufraghi nel deserto blu (Survive the Savage Sea) è un romanzo autobiografico del 1973 di Dougal Robertson, pubblicato in italiano nel 2010, nel quale l'autore racconta il naufragio della sua famiglia in seguito all'affondamento della loro barca Lucette, dopo essere stati attaccati da un gruppo di orche.

## Trama
15 giugno 1972. A bordo dell'imbarcazione Lucette una famiglia europea subisce l'attacco di tre orche. Dopo pochi secondi, la goletta  è dispersa nel fondo del mare e i Robertson (Dougal, la moglie Lyn, coi figli Douglas, i gemelli Sandy e Neil, e Robin, uno ragazzo ventiduenne in viaggio con loro) si ritrovano da soli, dispersi in mezzo al Pacifico.
Il gruppo si trova a stare in sei su un piccolo gommone di salvataggio, trainato da una scialuppa di appena tre metri, provvidenzialmente acquistata poco tempo prima del naufragio, senza scorte di cibo e acqua, senza strumenti e carte nautiche, iniziando così  un'impresa disperata, dove l'imperativo di ogni giorno è "sopravvivere".
Dopo l'avvistamento di una nave che tuttavia non li vede, i Robertson si convincono presto che i soccorsi non arriveranno. Secondo i calcoli approssimativi di Dougal, profondo conoscitore delle pratiche di orientamento, delle correnti marine e dei venti, calcoli che alla fine non si riveleranno troppo distanti dalla realtà, il marinaio stima che in una cinquantina di giorni di navigazione i naufraghi potrebbero raggiungere la terra.
Sfruttando al meglio le piogge, la carne delle tartarughe, la pesca di corifene con attrezzi di vera fortuna, ma anche grazie ad un'ostinata fiducia nel futuro, il gruppo lotterà contro le avversità per trentasette giorni nel Pacifico.

## Edizioni
- Dougal Robertson, Naufraghi nel deserto blu [Survive the Savage Sea], traduzione di Dora Di Marco, Nutrimenti, 2010  [1973], ISBN 978-88-95842-67-7.